# Gino Sopracordevole
Gino Sopracordevole (Venezia, 24 settembre 1904 – Venezia, 1º settembre 1995) è stato un canottiere italiano, medaglia d'argento nel due con di Canottaggio ai Giochi olimpici di Parigi 1924; era il timoniere dell'equipaggio composto anche dai rematori Ercole Olgeni e Giovanni Scatturin.Ha remato sia per la Reale Società Canottieri Bucintoro sia per la Reale Società Canottieri Querini di Venezia.

## Palmarès
| Anno | Manifestazione  | Sede   | Evento  | Risultato |
| ---- | --------------- | ------ | ------- | --------- |
| 1924 | Giochi olimpici | Parigi | Due con | Argento   |